# Nahikari Rodríguez
Nahikari Rodríguez Martínez (Portugalete, Vizcaya, 13 de enero de 1993) es una actriz de cine, teatro y televisión española.

## Biografía
Nahikari Rodríguez nació en Portugalete (Vizcaya) en 1993. Se graduó en lenguas modernas en la Universidad de Deusto (2011-2015), con la tesis "Detrás de las palabras: una aproximación al acto de habla del subtexto de Shakespeare en Macbeth" (Behind words: A speech act approach to Shakespeare's subtext in Macbeth).
Se formó en artes escénicas e interpretación en la escuela superior de artes escénicas Ánima Eskola donde cursó los estudios superiores de arte dramático con David Valdelvira, Marina Shimanskaya y Algis Arlauskas, formándose como actriz de método, bajo la metodología Stanislavsky-Vajtángov-M.Chéjov-Meyerhold (método ruso). También se formó en interpretación ante la cámara con Richard Sahagún y en interpretación de cine con Eduardo Casanova.
En los años 2013-2014, participó en la producción teatral Bodas de Sangre, dirigida por Marina Shimanskaya, interpretando el papel de La Novia. La obra fue representada en distintos teatros, entre ellos en el auditorio del montel del Prao en Jaulín, un anfiteatro natural en Jaulín (Aragón).
Formó parte de la compañía de teatro joven de Pabellón 6 de Bilbao. Ha formado parte de diferentes producciones teatrales llevadas por diferentes partes de España, como Los Aborígenes, junto a María Cerezuela, Galerna, dirigida por Ramón Barea y estrenada en el Teatro Arriaga, o El Trepa de Palacio, junto con el actor Diego Pérez.
En el año 2022 protagonizó el corto Ahora que me voy, junto con los actores Adrià Escudero, Ramon Barea, Itziar Lazkano o María Cerezuela. El cortometraje fue producido por la Escuela de Cine del País Vasco y presentado en el Festival de Santurtzi.

## Vida privada
Es hermana de la bailarina Lohitzune Rodríguez.

## Filmografía

### Televisión
- 2018, Ur Handitan, ETB1
- 2015, Kantugiro, ETB 1

### Cine
- 2021, Ahora que me voy, dir. Nahikari Rodríguez
- 2020, Muere un bañista, dir. Iñigo Cobo
- 2016, Solo quería contar una historia, dir. Aritzeder Arregi
- 2016, Apocalipsis G
- 2016, Res, dir. Josu Angulo
- 2016, Por un Puñado de Juegos, dir. Estibaliz Hierrezuelo

### Teatro
- 2022, El Trepa de Palacio, dir. Felipe Loza[10][11]
- 2022, Piztu emakumeON energia[12]
- 2018-2021, Mi Último Baile, dir. Getari Etxegarai
- 2019, Galerna, dir. Ramón Barea
- 2017-2019, Los Aborígenes (Lorca, Dalí y Buñuel), dir. Felipe Loza[13][14]
- 2013-2014, Bodas de Sangre, dir. Marina Shimanskaya[4]
- 2011, El salto y las voces, dir. Marina Shimanskaya